# 郑学军
郑学军，湘潭大学机械工程学院院长、教授。担任中国力学学会理事、中国仪器仪表学会仪表材料学会理事入选中华人民共和国教育部2008年度"长江学者"特聘教授。曾就读于中南大学、湘潭大学。